# Top of the Rock

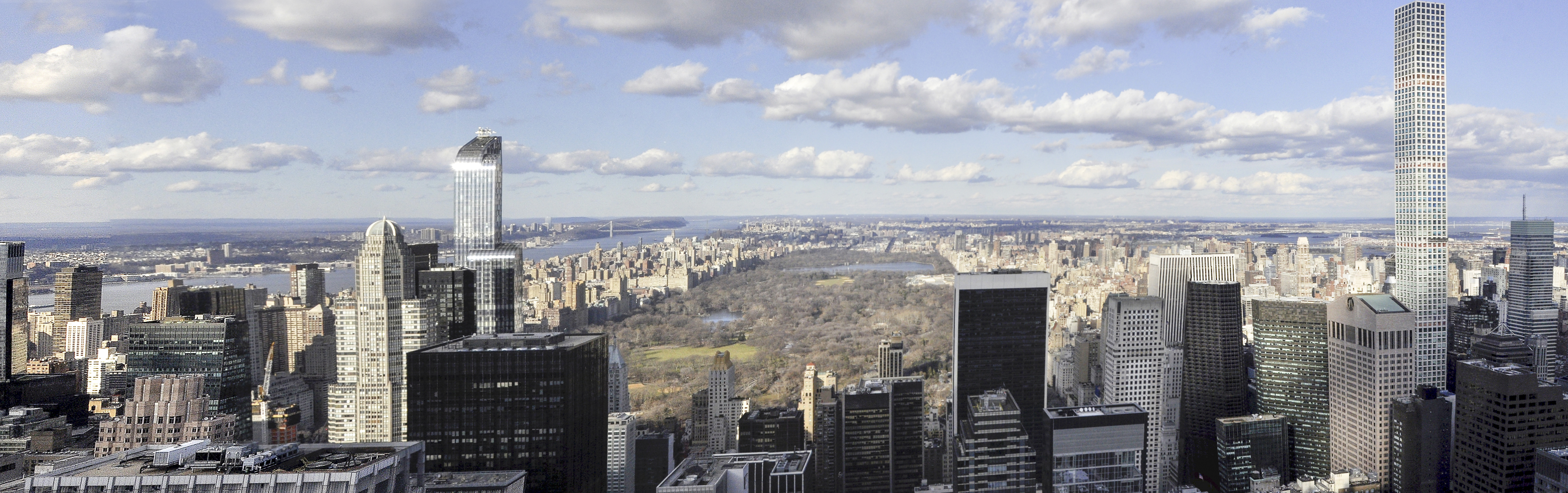
Uitzicht naar het noorden met One57 links, Central Park centraal en 432 Park Avenue rechts

Top of the Rock, of de top van het Rockefeller Center is een uitkijkpunt op de hoogste verdiepingen van de hoogste wolkenkrabber van het Rockefeller Center;  Comcast Building, in de Amerikaanse stad New York.
Top of the Rock heeft de vorm van een schip met drie verdiepingen waarvan de hoogste 259 m boven de stad ligt. Via de ingang op de 50th Street tussen 5th en 6th Avenue en een lift met een transparant dak wordt de bezoeker naar de 68e verdieping gebracht. De Chrysler Building, Central Park, Times Square, One57, de rivier de Hudson, de East River, Brooklyn Bridge en het Vrijheidsbeeld zijn te zien. Omdat de bezoeker van hieruit ook uitzicht heeft op de Empire State Building wordt Top of the Rock over het algemeen als beste uitkijkpunt in New York beschouwd.
Ook de eind december 2015 afgewerkte 432 Park Avenue, een 426 m hoge residentiële wolkenkrabber, is prominent aanwezig en was begin 2016 het tweede hoogste gebouw van de stad. Het iconische en hoogste gebouw van New York, het One World Trade Center, 541 m hoog, is aan de zuidelijke kant te zien.

## Galerij

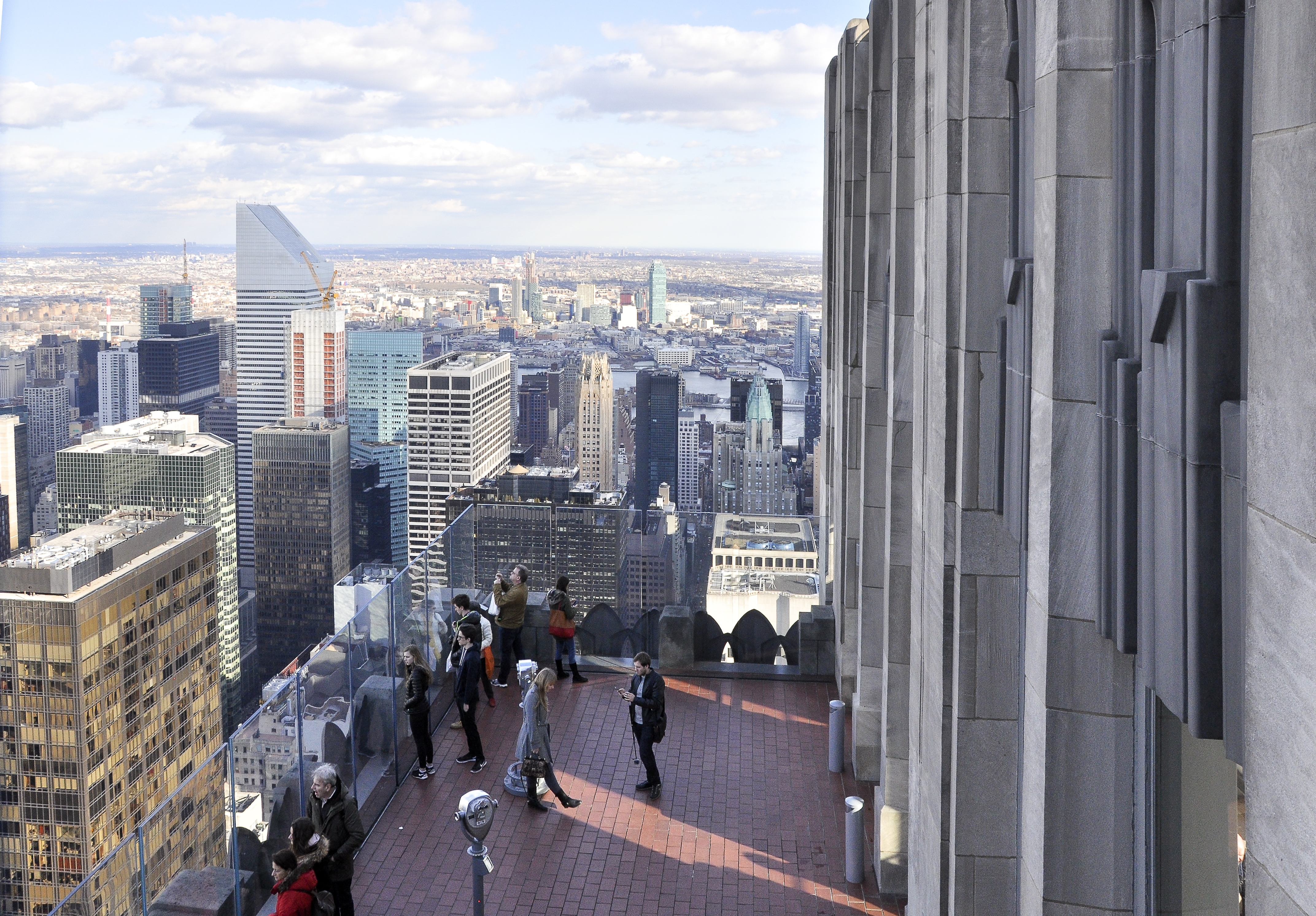
Top of the Rock
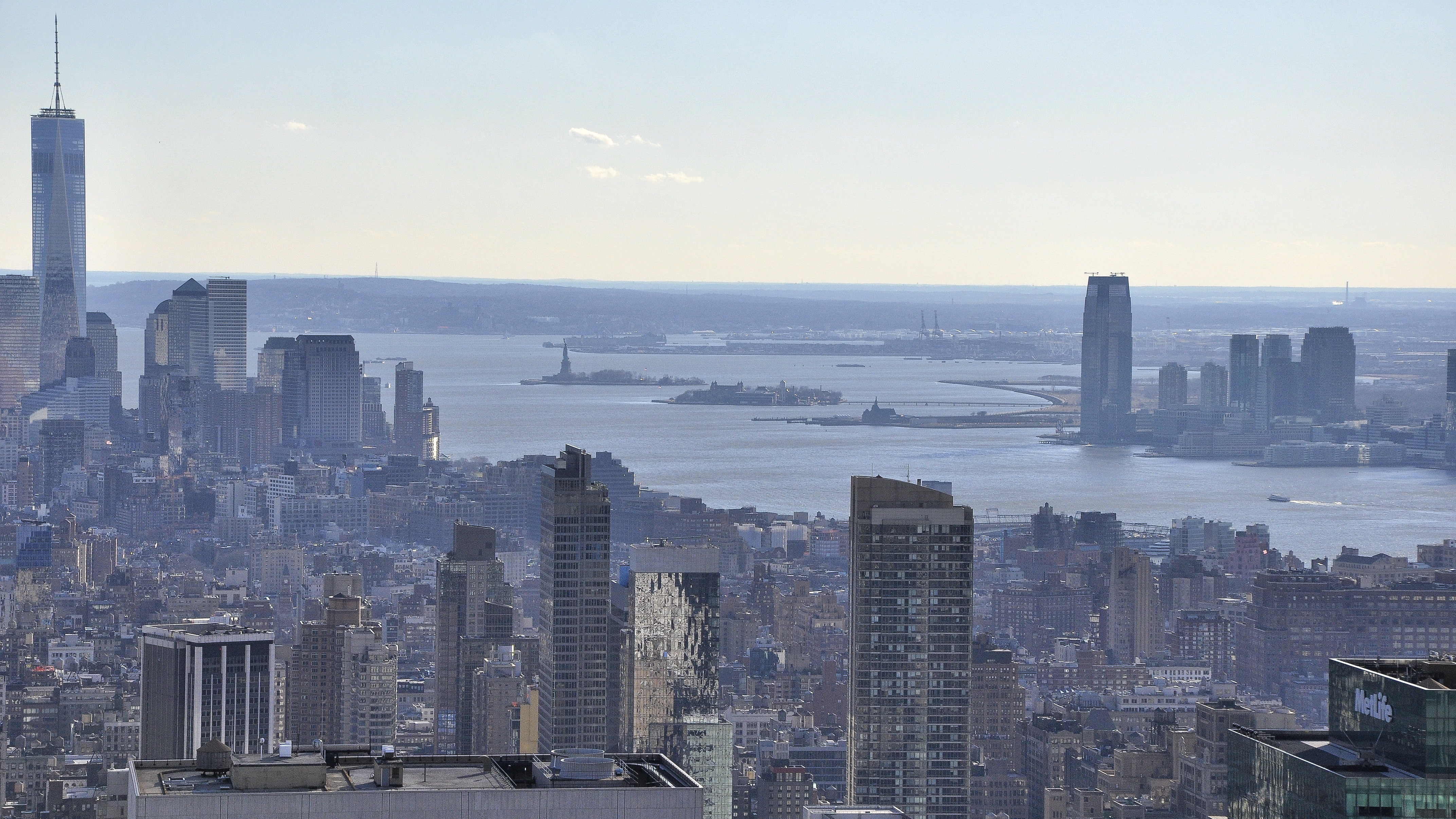
Uitzicht naar het zuiden met One World Trade Center, Ellis Island, het Vrijheidsbeeld, de Hudson Rivier en rechts Jersey City